# Información errónea
Información errónea (misinformation en inglés) es información falsa, inexacta o engañosa que se difunde sin intención deliberada de causar daño. Puede originarse por errores humanos, malentendidos, sesgos cognitivos o falta de verificación, y a menudo es compartida por personas convencidas de su veracidad.
Se diferencia de la desinformación, donde sí existe una intención deliberada de manipular o engañar. La información errónea puede, sin embargo, ser utilizada por campañas de desinformación para amplificar su impacto en procesos sociales, políticos o científicos.

## Diferencias
En inglés se distingue entre misinformation (información errónea no intencional) y disinformation (desinformación con intención de manipular). En español, el término «desinformación» suele englobar ambos conceptos, lo cual puede causar confusión.
Diversos estudios indican que la información errónea es a menudo el insumo pasivo de campañas de desinformación más amplias, especialmente en redes sociales.

## Factores que contribuyen
La información errónea y la desinformación son fenómenos complejos que pueden surgir de múltiples causas. Estas incluyen factores psicológicos, cognitivos, emocionales y contextuales que afectan cómo las personas reciben, procesan y difunden la información.

### Sesgos cognitivos y estilo de pensamiento
Las personas tienden a buscar información que confirme sus creencias preexistentes (motivos direccionales), en lugar de información precisa o verificada (motivos de exactitud). Este comportamiento favorece la formación de creencias erróneas, al ignorar o rechazar evidencia contraria.
Los sesgos cognitivos, como el sesgo de confirmación, y la Perseverancia de las creencias desempeñan un papel central en la aceptación de información falsa. Además, las diferencias individuales en el estilo cognitivo —como la necesidad de cognición (disposición a analizar en profundidad) y la necesidad de afecto (búsqueda de experiencias emocionales)— influyen en la forma en que se evalúa la información.

### Influencia de las emociones
La información errónea, al igual que la desinformación, suele estar acompañada de contenido emocionalmente intenso, que puede provocar miedo, indignación o compasión. Este tipo de contenido aumenta la probabilidad de que las personas crean o compartan mensajes sin verificar su veracidad. Estudios han demostrado que una mayor dependencia del juicio emocional reduce la capacidad de distinguir entre noticias verdaderas y falsas.
Asimismo, se ha observado que la polarización afectiva y la saturación de contenido emocional en las redes sociales amplifican la aceptación acrítica de narrativas engañosas. Estos factores pueden debilitar el razonamiento lógico y obstaculizar el debate racional, convirtiendo al entorno emocional en un catalizador de la desinformación.

### Persistencia de creencias y efecto de influencia continua
Incluso cuando se proporciona información correcta, las creencias erróneas pueden persistir. Este fenómeno se conoce como efecto de influencia continua, y ha sido documentado en numerosos estudios psicológicos.

### Contexto político, social y mediático
El entorno político y social puede amplificar o mitigar los sesgos perceptuales. La exposición sostenida a ciertos medios de comunicación refuerza creencias erróneas, mientras que el acceso a información diversa y contrastada puede fomentar mayor apertura a ideas nuevas.
La interacción social, los algoritmos de recomendación y la segmentación del contenido también contribuyen a la formación de "burbujas informativas", donde los usuarios reciben información alineada con sus creencias, lo que refuerza la desinformación.

### Interacción entre motivaciones
Las motivaciones de búsqueda de exactitud y de consistencia ideológica interactúan de forma compleja y moldean la aceptación de información errónea. Según Zhou y Shen (2024), la persistencia de creencias falsas se explica mejor al considerar cómo las motivaciones deliberadas y automáticas, junto con sesgos cognitivos, refuerzan la adhesión a afirmaciones incorrectas, incluso tras su corrección. De este modo, la resistencia al cambio no es solo un fallo de razonamiento, sino el resultado de procesos motivacionales que preservan creencias previas. El estudio también sugiere que intervenciones como la "inoculación psicológica" pueden ser más eficaces para contrarrestar la difusión de información errónea.

### Desafíos en la medición y comprensión
Existe una falta de consenso sobre cómo medir las inclinaciones hacia el razonamiento direccional o de exactitud, lo cual dificulta el diseño de estrategias efectivas para combatir la desinformación.

### Conclusión
Comprender los factores que contribuyen a la información errónea y la desinformación es crucial para diseñar respuestas efectivas. El impacto de las emociones, los sesgos cognitivos y el entorno mediático interactúan de forma compleja, y requieren un enfoque multidisciplinario para abordar sus causas y consecuencias.

## Consecuencias
La información errónea puede tener consecuencias significativas en diversos ámbitos:
- Salud pública: La difusión de mitos sobre vacunas, curas milagrosas o tratamientos no comprobados ha generado confusión, rechazo a la vacunación y prácticas peligrosas durante la pandemia de COVID-19 y otras crisis sanitarias.[12][13]
- Procesos electorales y políticos: La circulación de noticias falsas sobre candidatos, manipulación de resultados o teorías conspirativas ha influido en la confianza pública y ha sido usada como herramienta de desinformación política.[14]
- Cambio climático y ciencia: Afirmaciones falsas que niegan el consenso científico sobre el cambio climático, o que presentan datos distorsionados, dificultan el consenso social necesario para implementar políticas ambientales efectivas.[15]
- Gestión de desastres y emergencias: Durante catástrofes naturales o crisis humanitarias, los bulos y rumores no verificados pueden aumentar el pánico, entorpecer la respuesta oficial e inducir comportamientos perjudiciales.[16][17]

### Redes sociales
La información errónea difundida a través de redes sociales puede tener efectos significativos en la percepción pública, especialmente entre audiencias jóvenes o altamente conectadas. Plataformas digitales como TikTok, Facebook, Telegram, Twitter y YouTube han sido señaladas por su papel en la propagación de contenido falso o engañoso, con consecuencias que afectan desde la salud pública hasta la estabilidad política.
Un informe de NewsGuard reveló que aproximadamente el 20 % de los videos relacionados con temas noticiosos en TikTok contenían información falsa o engañosa, afectando principalmente a usuarios jóvenes y adolescentes.
En el caso de Facebook, estudios han mostrado que las noticias falsas tienen una mayor probabilidad de ser compartidas que las noticias verificadas, lo que contribuye a su rápida diseminación. Se ha estimado además que existen decenas de millones de cuentas automatizadas (bots) en la plataforma dedicadas a amplificar contenidos de desinformación.
Telegram ha sido acusado en repetidas ocasiones de facilitar la creación y transmisión de información falsa en Internet.
En Twitter (hoy X), un estudio del MIT demostró que las noticias falsas se difunden más rápido y llegan a más personas que las noticias verdaderas. Sorprendentemente, el 80 % de las fuentes de información falsa fueron compartidas por apenas el 0.1 % de los usuarios, lo que indica un patrón concentrado de diseminación.
YouTube también ha sido criticada por alojar contenido que contradice el consenso científico, como el negacionismo del cambio climático o la promoción de teorías conspirativas. A pesar de implementar políticas de desmonetización, muchos videos con información errónea continúan disponibles y generando visitas.

## Ejemplos
Durante la pandemia de COVID-19, circularon afirmaciones falsas peligrosas, como que beber lejía o alcohol puro podía curar la infección por coronavirus. Estas afirmaciones fueron categorizadas por la Comisión Europea como ejemplos de desinformación sanitaria que pone en riesgo la salud. Según el propio organismo, “beber lejía o alcohol puro puede ser muy dañino”, y Bélgica registró un incremento del 15 % en los casos relacionados con ingestión de lejía, atribuible a esta desinformación.
Además, algunos creadores de contenido monetizaron la desinformación durante la pandemia. Según una investigación de The Bureau of Investigative Journalism, el médico estadounidense Joseph Mercola difundió afirmaciones sin respaldo científico sobre las vacunas contra la COVID-19 a través de su canal de YouTube, al tiempo que promovía suplementos y tratamientos alternativos.
Un informe del Center for Countering Digital Hate (CCDH) identificó a un grupo de doce personas, conocido como el "Disinformation Dozen", como responsables de hasta el 65 % del contenido antivacunas compartido en redes sociales durante el pico de la pandemia.
Un precedente histórico ocurrió en 2005, cuando el programa Dateline NBC presentó un reportaje sobre depredadores en línea en el que se citaba una estadística no verificada. Dicha cifra fue posteriormente repetida por funcionarios y agencias oficiales, contribuyendo a una percepción errónea del riesgo, pese a su falta de fundamento empírico.

## Posibles remedios
La reducción de la difusión y el impacto de la información errónea requiere un enfoque integral que combine estrategias individuales, educativas, tecnológicas e institucionales. La alfabetización crítica, la colaboración intersectorial y el uso de herramientas especializadas son fundamentales para fortalecer la resiliencia social.

### Enfoques individuales y psicológicos
Diversas investigaciones han propuesto dos grandes categorías de intervención: por un lado, los enfoques sistémicos (como legislación o regulación de plataformas); por otro, las estrategias individuales, que buscan cambiar comportamientos sin limitar la libertad de expresión y pueden aplicarse en contextos educativos o digitales.
Entre las intervenciones individuales más estudiadas se encuentran:
- Desmentido (debunking): Corrección de información falsa mediante evidencia clara y precisa. Es más eficaz cuando se ofrece de forma inmediata y reiterada.
- Inoculación (prebunking): Prevención mediante advertencias sobre técnicas de manipulación (como falacias o seudociencia).
- Alfabetización mediática: Enseñanza de competencias para evaluar fuentes, detectar sesgos y analizar contenidos.
- Empujones cognitivos (nudging): Intervenciones sutiles que dirigen la atención del usuario hacia la veracidad (por ejemplo, alertas del tipo "¿Estás seguro de que esto es cierto?").

Además, se promueve el logic-checking, una práctica que busca detectar errores argumentativos y falacias lógicas, complementando la verificación factual. Jonathan Haber, promotor de esta estrategia, defiende su incorporación en la educación crítica escolar.

### Estrategias educativas
- Programas escolares: En países como Finlandia, Suecia y Países Bajos, la alfabetización mediática forma parte del currículo. El caso de Finlandia se destaca por su enfoque en “multialfabetización”, con preguntas como: ¿quién lo dice?, ¿con qué evidencia?, ¿lo dicen otras fuentes?[30]
- Materiales innovadores: Un ejemplo es el juego Cranky Uncle, creado por John Cook, que enseña a identificar técnicas de desinformación mediante humor y razonamiento visual.[31]
- Fomento del debate: Espacios de discusión en el aula ayudan a contrastar puntos de vista y evaluar argumentos. Según David Perkins, "fomentar el debate mejora las habilidades de argumentación y el respeto por perspectivas múltiples".[32]
- Currículos propuestos por UNESCO: La alfabetización mediática e informacional es considerada por la UNESCO un derecho fundamental que fortalece la participación democrática.[33]

### Estrategias tecnológicas
- Filtros y alertas: Sistemas que limitan la visibilidad de contenido falso o alertan sobre su posible falta de veracidad.
- Diseño ético de plataformas: Incorporación de nudges, transparencia algorítmica y mejora de políticas de moderación.
- Colaboración con verificadores externos: Integración de contenidos verificados por terceros (por ejemplo, mediante ClaimReview).

### Estrategias institucionales
- Políticas públicas y protocolos de comunicación: Promoción de contenidos verificados en salud, ciencia y asuntos públicos.
- Coordinación intersectorial: Alianzas entre gobiernos, medios, universidades y sociedad civil.
- Campañas de sensibilización: Iniciativas para informar al público sobre el fenómeno de la información errónea y cómo reconocerla.

### Desafíos recientes
Varias organizaciones de verificación en América Latina han dependido históricamente de acuerdos con plataformas tecnológicas y financiamiento internacional. En años recientes, algunos de estos apoyos se han reducido, lo que ha generado preocupación sobre la sostenibilidad de proyectos regionales.
Para un análisis más amplio de las amenazas globales a la verificación de hechos (fact-checking), véase la sección correspondiente en este artículo.

## Inteligencia artificial y detección de información errónea
La inteligencia artificial (IA) desempeña un papel creciente en la identificación y gestión de la información errónea. Su capacidad para procesar grandes volúmenes de datos y reconocer patrones lingüísticos permite automatizar tareas que antes requerían exclusivamente intervención humana.

### Aplicaciones principales
- Detección automatizada de afirmaciones dudosas: Herramientas basadas en procesamiento de lenguaje natural (PLN) permiten escanear noticias, publicaciones y foros en línea para identificar afirmaciones susceptibles de verificación.[35]
- Análisis de patrones de difusión: Algoritmos de IA se utilizan para rastrear cómo se disemina contenido inexacto a través de redes sociales, identificando estructuras repetitivas de amplificación involuntaria.[36]
- Comparación con fuentes confiables: Algunos sistemas comparan afirmaciones detectadas con bases de datos de hechos verificados o corpus de fuentes acreditadas, contribuyendo a una primera criba automatizada.[37]
- Asistencia a verificadores humanos: Organizaciones como Full Fact y Chequeado emplean IA para priorizar afirmaciones y generar informes preliminares, mejorando la eficiencia de los equipos de verificación.[38]
- Educación mediática adaptativa: Se desarrollan herramientas basadas en IA que promueven el pensamiento crítico y la alfabetización digital, ayudando a los usuarios a identificar sesgos o errores sin intención deliberada.[39]

### Desafíos y limitaciones
A pesar de sus ventajas, la IA también puede reproducir sesgos presentes en los datos de entrenamiento, malinterpretar el contexto o generar resúmenes inexactos. Además, su uso para producir contenido sintético plantea nuevos dilemas éticos, especialmente cuando se difunde información errónea sin intención maliciosa pero con efectos nocivos.
El consenso actual entre investigadores y profesionales de la verificación es que las soluciones automatizadas deben complementarse con el juicio humano y estándares éticos rigurosos.

## Organizaciones de verificación en América Latina
América Latina cuenta con una red activa de organizaciones dedicadas a la verificación de hechos, muchas de ellas certificadas por la International Fact-Checking Network (IFCN), con sede en el Poynter Institute. Esta certificación garantiza el cumplimiento de principios de transparencia, imparcialidad, veracidad y rendición de cuentas.
Varias de estas organizaciones colaboran entre sí en consorcios regionales como RedCheq o iniciativas puntuales como Verificado 2018 en México. También han participado en alianzas globales, como la *CoronaVirusFacts Alliance* durante la pandemia de COVID-19, coordinada por la IFCN.

### Tabla de organizaciones certificadas en América Latina
La siguiente tabla resume algunas de las principales organizaciones dedicadas a la verificación de hechos en América Latina, muchas de ellas certificadas por la International Fact-Checking Network (IFCN). Se incluye información sobre el tipo de iniciativa, certificación y características relevantes de cada proyecto. Además, se ha incorporado un ejemplo de Puerto Rico, donde el Centro de Periodismo Investigativo ha desarrollado esfuerzos de verificación con énfasis en temas de salud, transparencia y política local.
| País        | Organización                       | Tipo de iniciativa            | Certificación IFCN | Observaciones                                                           |
| ----------- | ---------------------------------- | ----------------------------- | ------------------ | ----------------------------------------------------------------------- |
| Argentina   | Chequeado                          | Independiente                 | Sí                 | Una de las pioneras en la región; activa desde 2010                     |
| Bolivia     | Bolivia Verifica                   | Medio colaborativo            | Sí                 | Enfocado en verificación política y digital                             |
| Bolivia     | Chequea Bolivia                    | Universitario                 | Sí                 | Proyecto académico con enfoque formativo                                |
| Brasil      | Aos Fatos                          | Medio digital                 | Sí                 | Amplia cobertura en redes sociales                                      |
| Brasil      | Agência Lupa                       | Agencia de noticias           | Sí                 | Primer medio brasileño en certificarse                                  |
| Chile       | El Polígrafo                       | Sección de diario El Mercurio | Sí                 | Verificación de declaraciones públicas                                  |
| Colombia    | ColombiaCheck                      | Medio independiente           | Sí                 | Fundado por Consejo de Redacción; líder en RedCheq                      |
| Costa Rica  | Doble Check                        | Universitario                 | Sí                 | Proyecto de la Universidad de Costa Rica                                |
| Guatemala   | Con Pruebas                        | Iniciativa local              | Sí                 | Cobertura electoral y política                                          |
| México      | El Sabueso (Animal Político)       | Medio digital                 | Sí                 | Participa en verificación para Meta                                     |
| México      | Verificado                         | Consorcio temporal            | No (actualmente)   | Proyecto colaborativo durante elecciones 2018                           |
| México      | Checa Datos                        | Medio regional                | Sí                 | Enfocado en noticias virales                                            |
| Perú        | OjoBiónico (OjoPúblico)            | Medio investigativo           | Sí                 | Verificación de salud, ambiente y política                              |
| Perú        | Ama Llulla                         | Red de radios comunitarias    | Sí                 | Enfocado en zonas rurales e indígenas                                   |
| Puerto Rico | Centro de Periodismo Investigativo | Proyecto periodístico         | No (especializado) | Chequeo de datos en temas políticos y de salud; cobertura independiente |
| Uruguay     | UYCheck                            | Independiente                 | Sí                 | Verificación de discursos políticos                                     |
| Venezuela   | Cotejo                             | Medio digital                 | Sí                 | Enfocado en datos socioeconómicos y salud                               |
| Venezuela   | Efecto Cocuyo                      | Medio digital                 | Sí                 | Verificación de narrativas oficiales                                    |
| Venezuela   | Verifikado                         | Proyecto de colaboración      | Sí                 | Enfocado en contenido viral                                             |

### Consorcios y colaboraciones regionales
- RedCheq: Plataforma de verificación colaborativa creada en 2019 por ColombiaCheck, que agrupa medios y periodistas de varios países latinoamericanos.
- Verificado 2018: Iniciativa temporal que reunió a más de 90 medios y organizaciones en México para verificar información durante las elecciones presidenciales.
- CoronaVirusFacts Alliance: Alianza internacional coordinada por IFCN con participación de medios latinoamericanos, centrada en la verificación de contenido sobre COVID-19.

### Amenazas a la verificación de hechos
En 2025, se observaron retrocesos en el financiamiento internacional a organizaciones de verificación. La cancelación por parte de Meta (Facebook) de sus programas de verificación en Estados Unidos generó preocupación sobre su continuidad en otros países. Asimismo, el cierre de la Agencia de los Estados Unidos para el Desarrollo Internacional (USAID) afectó directamente el apoyo a medios independientes en América Latina.